# 브래드퍼드웨스트 (영국 의회 선거구)
브래드퍼드웨스트 (Bradford West)은 영국 의회의 하원에서 지역을 대표하는 웨스트요크셔주의 선거구이다. 2015년부터 노동당의 나즈 샤 의원이 지역구 의원을 맡고 있다. 선거비용보전과 선관위원 유형 면에서는 자치구 선거구로 분류된다.

## 역사
1885년 영국 총선부터 신설되었다. 한동안 노동당과 보수당이 번갈아 차지하던 경합지역구였으나 1974년 총선부터 2012년 총선까지 노동당 의원만 당선되었다. 1981년에는 에드워드 라이언스 노동당 지역구 의원이 새로 창당된 사회민주당으로 당적을 바꾸기도 하였으나 연이은 1983년 영국 총선에서 낙선하였다.
노동당이 압도적 승리를 거뒀던 1997년 영국 총선에서는 오히려 노동당에서 보수당으로 표심이 선회한 지역구였는데 이는 런던의 베트널그린 보 지역구와 함께 전국에서 유이한 사례였다. 보수당으로 표심이 쏠린 이유는 노동당 지역정당협회가 시크교도인 마르샤 싱을 지역구 후보로 공천하였는데 정작 지역구 대다수 주민들이 무슬림이었기 때문이었다.
2012년 브래드퍼드웨스트 재보궐선거에서는 리스펙트당의 조지 갤로웨이가 55.9% 득표율로 당선되는 이변을 연출했다. 2위 후보와의 표격차는 30.9%에 달했으며, 이는 지역구 역사상 가장 큰 격차였다. 하지만 이어진 2015년 영국 총선에서는 노동당의 새얼굴 나즈 샤 후보에게 28.3%차로 뒤지면서 낙선하고 말았다. 갤로웨이 후보는 선거 결과에 이의를 제기하겠다고 엄포를 놓았으나, 실제로 법적대응에 나서지는 않았으며 다음 총선인 2017년 영국 총선에도 출마하지 않았다.
2017년 총선에서는 샤 의원이 48.1% 표 격차를 기록하며 자신의 기록을 깨는 동시에 지역구 역사상 가장 큰 격차 기록도 세웠다. 갤로웨이 후보는 아니지만 같은 리스펙트당 소속이었던 샐머 야쿠브가 무소속 후보로 출마, 6,345표 (13.9%)를 얻어 2위 보수당 후보와의 접전을 기록하였다.
2019년 영국 총선에서는 샤 의원이 득표율을 11.5% 정도 더 벌리면서 가볍게 승리하였다. 이번 총선에서 노동당 후보의 득표율이 증가한 것은 13개 지역구 뿐이며, 그 중에서도 샤 의원의 기록이 1위였다. 이는 지난 1997년 총선에서 보수당 표심이 두드러진 사례와 마찬가지로 전국 선거 결과와 배치되는 표심을 2연속으로 보여줬다는 평가다. 이로서 브래드퍼드웨스트는 2019년 총선부터 노동당의 텃밭 지역구에 등극하게 되었다.

## 경계
1885년 신설되었으나 1918년에 폐지되었다가 1955년 선거구 심의를 거쳐 부활하였다.
- 1885–1918년: 브래드퍼드 시급자치구 올러턴, 볼턴, 그레이트호턴, 히턴, 매닝엄
- 1955–1974년: 브래드퍼드 주급자치구 올러턴, 그레이트호턴, 히턴, 매닝엄, 손턴
- 1974–1983년: 브래드퍼드 주급자치구 올러턴, 히턴, 리틀호턴, 매닝엄, 손턴, 유니버시티
- 1983–2010년: 브래드퍼드시 클레이턴, 히턴, 리틀호턴, 손턴, 톨러, 유니버시티
- 2010년~: 브래드퍼드시 시티, 클레이턴 페어웨더그린, 히턴, 매닝엄, 손턴 올러턴, 톨러

## 국회의원
| 선거       | 의원              | 정당        | 정당        |             |
| ---------- | ----------------- | ----------- | ----------- | ----------- |
| 1885년     | 앨프리드 일링워스 |             | 자유당      |             |
| 1895년     | 어니스트 플라워   |             | 보수당      |             |
| 1906년     | 프레드 조윗       |             | 노동당      |             |
| 1918년     | 선거구 폐지       | 선거구 폐지 | 선거구 폐지 | 선거구 폐지 |
| 1955년     | 선거구 부활       | 선거구 부활 | 선거구 부활 | 선거구 부활 |
| 1955년     | 아서 틸리         |             | 보수당      |             |
| 1966년     | 노먼 헤이젤딘     |             | 노동협동    |             |
| 1970년     | 존 윌킨슨         |             | 보수당      |             |
| 1974년 2월 | 에드워드 라이언스 |             | 노동당      |             |
| 1981년     | 에드워드 라이언스 |             | 사회민주당  |             |
| 1983년     | 맥스 매든         |             | 노동당      |             |
| 1997년     | 마르샤 싱         |             | 노동당      |             |
| 2012년     | 조지 갤러웨이     |             | 리스펙트당  |             |
| 2015년     | 나즈 샤           |             | 노동당      |             |
| 2016년 4월 | 나즈 샤           |             | 무소속      |             |
| 2016년 7월 | 나즈 샤           |             | 노동당      |             |

## 선거

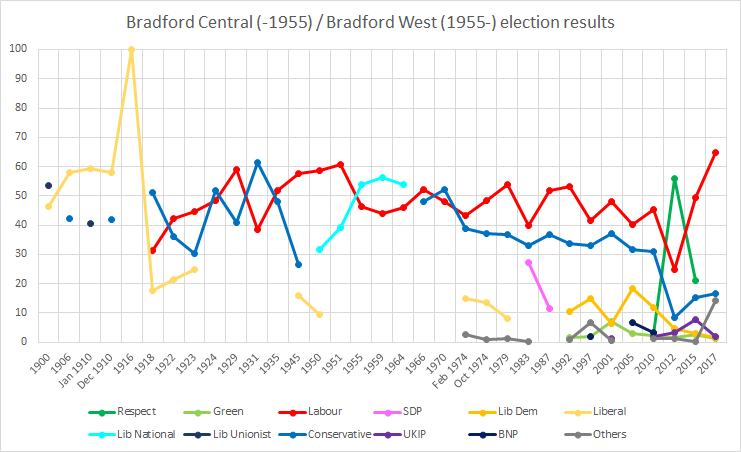
역대 선거 결과

### 1918년~현재
| 선거                                                              | 선거 결과 | 선거 결과                                                                      | 후보                        | 후보                           | 정당       | 득표   | %     | ±%    |
| ----------------------------------------------------------------- | --------- | ------------------------------------------------------------------------------ | --------------------------- | ------------------------------ | ---------- | ------ | ----- | ----- |
| 2019년 총선 투표수: 44,261 (62.6%) (-4.8)                         |           | 노동당 유지 과반 득표: 27,019 (61.0%) 보수당에서 노동당으로 6.5% 선회          |                             | 나즈 샤                        | 노동당     | 33,736 | 76.2  | +11.5 |
| 2019년 총선 투표수: 44,261 (62.6%) (-4.8)                         |           | 노동당 유지 과반 득표: 27,019 (61.0%) 보수당에서 노동당으로 6.5% 선회          | 모하메드 아프잘             | 보수당                         | 6,717      | 15.2   | -1.4  |       |
| 2019년 총선 투표수: 44,261 (62.6%) (-4.8)                         |           | 노동당 유지 과반 득표: 27,019 (61.0%) 보수당에서 노동당으로 6.5% 선회          | 데릭 허지슨                 | 브렉시트당                     | 1,556      | 3.5    | 신인  |       |
| 2019년 총선 투표수: 44,261 (62.6%) (-4.8)                         |           | 노동당 유지 과반 득표: 27,019 (61.0%) 보수당에서 노동당으로 6.5% 선회          | 마크 크리스티               | 자유민주당                     | 1,349      | 3.0    | +1.5  |       |
| 2019년 총선 투표수: 44,261 (62.6%) (-4.8)                         |           | 노동당 유지 과반 득표: 27,019 (61.0%) 보수당에서 노동당으로 6.5% 선회          | 대런 파킨슨                 | 녹색당                         | 813        | 1.8    | +0.8  |       |
| 2019년 총선 투표수: 44,261 (62.6%) (-4.8)                         |           | 노동당 유지 과반 득표: 27,019 (61.0%) 보수당에서 노동당으로 6.5% 선회          | 아즈파르 부카리             | 무소속                         | 90         | 0.2    | 신인  |       |
| 2017년 총선 투표수: 45,528 (67.4%) (+3.8)                         |           | 노동당 유지 과반 득표: 21,902 (48.1%) 보수당에서 노동당으로 6.9% 선회          |                             | 나즈 샤                        | 노동당     | 29,444 | 64.7  | +15.1 |
| 2017년 총선 투표수: 45,528 (67.4%) (+3.8)                         |           | 노동당 유지 과반 득표: 21,902 (48.1%) 보수당에서 노동당으로 6.9% 선회          | 조지 그랜트                 | 보수당                         | 7,542      | 16.6   | +1.3  |       |
| 2017년 총선 투표수: 45,528 (67.4%) (+3.8)                         |           | 노동당 유지 과반 득표: 21,902 (48.1%) 보수당에서 노동당으로 6.9% 선회          | 샐마 야쿠브                 | 무소속                         | 6,345      | 13.9   |       |       |
| 2017년 총선 투표수: 45,528 (67.4%) (+3.8)                         |           | 노동당 유지 과반 득표: 21,902 (48.1%) 보수당에서 노동당으로 6.9% 선회          | 데릭 허지슨                 | 영국 독립당                    | 885        | 1.9    | −5.8  |       |
| 2017년 총선 투표수: 45,528 (67.4%) (+3.8)                         |           | 노동당 유지 과반 득표: 21,902 (48.1%) 보수당에서 노동당으로 6.9% 선회          | 앨런 그리프스               | 자유민주당                     | 712        | 1.6    | −1.3  |       |
| 2017년 총선 투표수: 45,528 (67.4%) (+3.8)                         |           | 노동당 유지 과반 득표: 21,902 (48.1%) 보수당에서 노동당으로 6.9% 선회          | 셀리아 힉슨                 | 녹색당                         | 481        | 1.1    | −1.6  |       |
| 2017년 총선 투표수: 45,528 (67.4%) (+3.8)                         |           | 노동당 유지 과반 득표: 21,902 (48.1%) 보수당에서 노동당으로 6.9% 선회          | 후세인 카딤                 | 무소속                         | 65         | 0.1    | N/A   |       |
| 2017년 총선 투표수: 45,528 (67.4%) (+3.8)                         |           | 노동당 유지 과반 득표: 21,902 (48.1%) 보수당에서 노동당으로 6.9% 선회          | 무함마드 히자지             | 무소속                         | 54         | 0.1    | N/A   |       |
| 2015년 총선 투표수: 40,290 (63.6%) (+13.6)                        |           | 노동당 승리 과반 득표: 11,420 (28.3%) 노동당에서 리스펙트당으로 6.9% 선회      |                             | 나즈 샤                        | 노동당     | 19,977 | 49.6  | +4.3  |
| 2015년 총선 투표수: 40,290 (63.6%) (+13.6)                        |           | 노동당 승리 과반 득표: 11,420 (28.3%) 노동당에서 리스펙트당으로 6.9% 선회      | 조지 갤러웨이               | 리스펙트당                     | 8,557      | 21.2   | +18.1 |       |
| 2015년 총선 투표수: 40,290 (63.6%) (+13.6)                        |           | 노동당 승리 과반 득표: 11,420 (28.3%) 노동당에서 리스펙트당으로 6.9% 선회      | 조지 그랜트                 | 보수당                         | 6,160      | 15.3   | -15.8 |       |
| 2015년 총선 투표수: 40,290 (63.6%) (+13.6)                        |           | 노동당 승리 과반 득표: 11,420 (28.3%) 노동당에서 리스펙트당으로 6.9% 선회      | 해리 부타                   | 영국 독립당                    | 3,140      | 7.8    | +5.8  |       |
| 2015년 총선 투표수: 40,290 (63.6%) (+13.6)                        |           | 노동당 승리 과반 득표: 11,420 (28.3%) 노동당에서 리스펙트당으로 6.9% 선회      | 알런 그리프스               | 자유민주당                     | 1,173      | 2.9    | −8.8  |       |
| 2015년 총선 투표수: 40,290 (63.6%) (+13.6)                        |           | 노동당 승리 과반 득표: 11,420 (28.3%) 노동당에서 리스펙트당으로 6.9% 선회      | 셀리아 힉슨                 | 녹색당                         | 1,085      | 2.7    | +0.4  |       |
| 2015년 총선 투표수: 40,290 (63.6%) (+13.6)                        |           | 노동당 승리 과반 득표: 11,420 (28.3%) 노동당에서 리스펙트당으로 6.9% 선회      | 제임스 커콜디               | 무소속                         | 100        | 0.2    |       |       |
| 2015년 총선 투표수: 40,290 (63.6%) (+13.6)                        |           | 노동당 승리 과반 득표: 11,420 (28.3%) 노동당에서 리스펙트당으로 6.9% 선회      | 테레스 무치비츠             | 잉글랜드 민주당                | 98         | 0.2    |       |       |
| 2012년 브래드퍼드웨스트 재보궐선거 투표수: 32,905 (50.0%) (−14.9) |           | 리스펙트당 승리 과반 득표: 10,140 (30.9%) 노동당에서 리스펙트당으로 36.6% 선회 |                             | 조지 갤러웨이                  | 리스펙트당 | 18,341 | 55.9  | +52.8 |
| 2012년 브래드퍼드웨스트 재보궐선거 투표수: 32,905 (50.0%) (−14.9) |           | 리스펙트당 승리 과반 득표: 10,140 (30.9%) 노동당에서 리스펙트당으로 36.6% 선회 | 임란 후세인                 | 노동당                         | 8,201      | 25.0   | −20.3 |       |
| 2012년 브래드퍼드웨스트 재보궐선거 투표수: 32,905 (50.0%) (−14.9) |           | 리스펙트당 승리 과반 득표: 10,140 (30.9%) 노동당에서 리스펙트당으로 36.6% 선회 | 재키 와이틀리               | 보수당                         | 2,746      | 8.4    | −22.7 |       |
| 2012년 브래드퍼드웨스트 재보궐선거 투표수: 32,905 (50.0%) (−14.9) |           | 리스펙트당 승리 과반 득표: 10,140 (30.9%) 노동당에서 리스펙트당으로 36.6% 선회 | 재닛 선덜랜드               | 자유민주당                     | 1,505      | 4.6    | −7.1  |       |
| 2012년 브래드퍼드웨스트 재보궐선거 투표수: 32,905 (50.0%) (−14.9) |           | 리스펙트당 승리 과반 득표: 10,140 (30.9%) 노동당에서 리스펙트당으로 36.6% 선회 | 소냐 맥널리                 | 영국 독립당                    | 1,085      | 3.3    | +1.3  |       |
| 2012년 브래드퍼드웨스트 재보궐선거 투표수: 32,905 (50.0%) (−14.9) |           | 리스펙트당 승리 과반 득표: 10,140 (30.9%) 노동당에서 리스펙트당으로 36.6% 선회 | 다우드 이슬람               | 녹색당                         | 481        | 1.5    | −0.8  |       |
| 2012년 브래드퍼드웨스트 재보궐선거 투표수: 32,905 (50.0%) (−14.9) |           | 리스펙트당 승리 과반 득표: 10,140 (30.9%) 노동당에서 리스펙트당으로 36.6% 선회 | 닐 크레이그                 | 민주국민당                     | 344        | 1.0    | −0.1  |       |
| 2012년 브래드퍼드웨스트 재보궐선거 투표수: 32,905 (50.0%) (−14.9) |           | 리스펙트당 승리 과반 득표: 10,140 (30.9%) 노동당에서 리스펙트당으로 36.6% 선회 | 하울링 라우드 호프          | 공식 괴수 발광 괴짜당          | 111        | 0.3    |       |       |
| 2010년 총선 투표수: 40,576 (64.9%) (+10.9)                        |           | 노동당 유지 과반 득표: 5,763 (14.2%) 보수당에서 노동당으로 2.9% 선회           |                             | 마르샤 싱                      | 노동당     | 18,401 | 45.3  | +5.6  |
| 2010년 총선 투표수: 40,576 (64.9%) (+10.9)                        |           | 노동당 유지 과반 득표: 5,763 (14.2%) 보수당에서 노동당으로 2.9% 선회           | 자히드 이크발               | 보수당                         | 12,638     | 31.1   | −0.2  |       |
| 2010년 총선 투표수: 40,576 (64.9%) (+10.9)                        |           | 노동당 유지 과반 득표: 5,763 (14.2%) 보수당에서 노동당으로 2.9% 선회           | 데이비드 홀매슈             | 자유민주당                     | 4,732      | 11.7   | −7.4  |       |
| 2010년 총선 투표수: 40,576 (64.9%) (+10.9)                        |           | 노동당 유지 과반 득표: 5,763 (14.2%) 보수당에서 노동당으로 2.9% 선회           | 제니 샘슨                   | 브리튼 국민당                  | 1,370      | 3.4    | −3.5  |       |
| 2010년 총선 투표수: 40,576 (64.9%) (+10.9)                        |           | 노동당 유지 과반 득표: 5,763 (14.2%) 보수당에서 노동당으로 2.9% 선회           | 아르샤드 알리               | 리스펙트당                     | 1,245      | 3.1    | N/A   |       |
| 2010년 총선 투표수: 40,576 (64.9%) (+10.9)                        |           | 노동당 유지 과반 득표: 5,763 (14.2%) 보수당에서 노동당으로 2.9% 선회           | 데이비드 포드               | 녹색당                         | 940        | 2.3    | −0.7  |       |
| 2010년 총선 투표수: 40,576 (64.9%) (+10.9)                        |           | 노동당 유지 과반 득표: 5,763 (14.2%) 보수당에서 노동당으로 2.9% 선회           | 제인스 스미스               | 영국 독립당                    | 812        | 2.0    |       |       |
| 2010년 총선 투표수: 40,576 (64.9%) (+10.9)                        |           | 노동당 유지 과반 득표: 5,763 (14.2%) 보수당에서 노동당으로 2.9% 선회           | 닐 크레이그                 | 민주국민당                     | 438        | 1.1    |       |       |
| 2005년 총선 투표수: 36,369 (54.0%) (+0.4)                         |           | 노동당 유지 과반 득표: 3,026 (8.3%)                                            |                             | 마르샤 싱                      | 노동당     | 14,570 | 40.1  | −7.9  |
| 2005년 총선 투표수: 36,369 (54.0%) (+0.4)                         |           | 노동당 유지 과반 득표: 3,026 (8.3%)                                            | 하룬 라시드                 | 보수당                         | 11,544     | 31.7   | −5.4  |       |
| 2005년 총선 투표수: 36,369 (54.0%) (+0.4)                         |           | 노동당 유지 과반 득표: 3,026 (8.3%)                                            | 무흐타르 알리               | 자유민주당                     | 6,620      | 18.2   | +11.8 |       |
| 2005년 총선 투표수: 36,369 (54.0%) (+0.4)                         |           | 노동당 유지 과반 득표: 3,026 (8.3%)                                            | 폴 크로미                   | 브리튼 국민당                  | 2,525      | 6.9    | N/A   |       |
| 2005년 총선 투표수: 36,369 (54.0%) (+0.4)                         |           | 노동당 유지 과반 득표: 3,026 (8.3%)                                            | 파르베즈 다르               | 녹색당                         | 1,110      | 3.1    | −3.9  |       |
| 2001년 총선 투표수: 38,370 (53.6%) (−9.7)                         |           | 노동당 유지 과반 득표: 4,165 (10.9%)                                           |                             | 마르샤 싱                      | 노동당     | 18,401 | 48.0  | +6.4  |
| 2001년 총선 투표수: 38,370 (53.6%) (−9.7)                         |           | 노동당 유지 과반 득표: 4,165 (10.9%)                                           | 모하메드 리어즈             | 보수당                         | 14,236     | 37.1   | +4.1  |       |
| 2001년 총선 투표수: 38,370 (53.6%) (−9.7)                         |           | 노동당 유지 과반 득표: 4,165 (10.9%)                                           | 존 로빈슨                   | 녹색당                         | 2,672      | 7.0    | +5.1  |       |
| 2001년 총선 투표수: 38,370 (53.6%) (−9.7)                         |           | 노동당 유지 과반 득표: 4,165 (10.9%)                                           | 압둘 칸                     | 자유민주당                     | 2,437      | 6.4    | −8.4  |       |
| 2001년 총선 투표수: 38,370 (53.6%) (−9.7)                         |           | 노동당 유지 과반 득표: 4,165 (10.9%)                                           | 임란 후세인                 | 영국 독립당                    | 427        | 1.1    | N/A   |       |
| 2001년 총선 투표수: 38,370 (53.6%) (−9.7)                         |           | 노동당 유지 과반 득표: 4,165 (10.9%)                                           | 파르한 코하르               | 아시아인 연대                  | 197        | 0.5    | N/A   |       |
| 1997년 총선 투표수: 45,568 (63.3%)                                |           | 노동당 유지 과반 득표: 3,877 (8.6%)                                            |                             | 마르샤 싱                      | 노동당     | 18,932 | 41.6  | −11.7 |
| 1997년 총선 투표수: 45,568 (63.3%)                                |           | 노동당 유지 과반 득표: 3,877 (8.6%)                                            | 모하메드 리어즈             | 보수당                         | 15,055     | 33.0   | −0.8  |       |
| 1997년 총선 투표수: 45,568 (63.3%)                                |           | 노동당 유지 과반 득표: 3,877 (8.6%)                                            | 헬렌 라이트                 | 자유민주당                     | 6,737      | 14.8   | +4.0  |       |
| 1997년 총선 투표수: 45,568 (63.3%)                                |           | 노동당 유지 과반 득표: 3,877 (8.6%)                                            | 압둘 R. 칸                  | 사회노동당                     | 1,551      | 3.4    |       |       |
| 1997년 총선 투표수: 45,568 (63.3%)                                |           | 노동당 유지 과반 득표: 3,877 (8.6%)                                            | 크리스토퍼 로이스턴         | 국민투표당                     | 1,348      | 3.0    |       |       |
| 1997년 총선 투표수: 45,568 (63.3%)                                |           | 노동당 유지 과반 득표: 3,877 (8.6%)                                            | 존 로빈슨                   | 녹색당                         | 861        | 1.9    |       |       |
| 1997년 총선 투표수: 45,568 (63.3%)                                |           | 노동당 유지 과반 득표: 3,877 (8.6%)                                            | 게리 오스본                 | 브리튼 국민당                  | 839        | 1.8    |       |       |
| 1997년 총선 투표수: 45,568 (63.3%)                                |           | 노동당 유지 과반 득표: 3,877 (8.6%)                                            | 사자드 샤                   | 틀:정당색/영국을 확인해 주세요 | 245        | 0.5    |       |       |
| 1992년 총선 유권자수: 70,016 투표수: 48,946 (69.91%)              |           | 노동당 유지 과반 득표: 9,502 (19.41%)                                          |                             | 맥스 매든                      | 노동당     | 26,046 | 53.2  |       |
| 1992년 총선 유권자수: 70,016 투표수: 48,946 (69.91%)              |           | 노동당 유지 과반 득표: 9,502 (19.41%)                                          | 앤드루 J. 애시워스          | 보수당                         | 16,544     | 33.8   |       |       |
| 1992년 총선 유권자수: 70,016 투표수: 48,946 (69.91%)              |           | 노동당 유지 과반 득표: 9,502 (19.41%)                                          | 앨런 O. 그리프스            | 자유민주당                     | 5,150      | 10.5   |       |       |
| 1992년 총선 유권자수: 70,016 투표수: 48,946 (69.91%)              |           | 노동당 유지 과반 득표: 9,502 (19.41%)                                          | 피터 브러햄                 | 녹색당                         | 735        | 1.5    |       |       |
| 1992년 총선 유권자수: 70,016 투표수: 48,946 (69.91%)              |           | 노동당 유지 과반 득표: 9,502 (19.41%)                                          | 데이비드 핏콕               | 틀:정당색/영국을 확인해 주세요 | 471        | 1.0    |       |       |
| 1987년 총선 유권자수: 70,763 투표수:                              |           | 노동당 유지 과반 득표: 7,551 (15.2%)                                           |                             | 맥스 매든                      | 노동당     | 25,775 | 51.9  |       |
| 1987년 총선 유권자수: 70,763 투표수:                              |           | 노동당 유지 과반 득표: 7,551 (15.2%)                                           | 이언 덩컨 스미스            | 보수당                         | 18,224     | 36.7   |       |       |
| 1987년 총선 유권자수: 70,763 투표수:                              |           | 노동당 유지 과반 득표: 7,551 (15.2%)                                           | 만주르 모갈                 | 사회민주당                     | 5,657      | 11.4   |       |       |
| 1983년 총선 유권자수: 71,296 투표수:                              |           | 노동당 유지 과반 득표: 3,337 (6.8%)                                            |                             | 맥스 매든                      | 노동당     | 19,499 | 39.7  |       |
| 1983년 총선 유권자수: 71,296 투표수:                              |           | 노동당 유지 과반 득표: 3,337 (6.8%)                                            | 스티븐 데이                 | 보수당                         | 16,162     | 32.9   |       |       |
| 1983년 총선 유권자수: 71,296 투표수:                              |           | 노동당 유지 과반 득표: 3,337 (6.8%)                                            | 에드워드 라이언스           | 사회민주당                     | 13,301     | 27.1   |       |       |
| 1983년 총선 유권자수: 71,296 투표수:                              |           | 노동당 유지 과반 득표: 3,337 (6.8%)                                            | B. 슬라우터                 | 틀:정당색/영국을 확인해 주세요 | 139        | 0.3    |       |       |
| 1979년 총선 유권자수: 65,407 투표수:                              |           | 노동당 유지 과반 득표: 7,755 (17.2%)                                           |                             | 에드워드 라이언스              | 노동당     | 24,309 | 53.8  |       |
| 1979년 총선 유권자수: 65,407 투표수:                              |           | 노동당 유지 과반 득표: 7,755 (17.2%)                                           | 토머스 스토                 | 보수당                         | 16,554     | 36.7   |       |       |
| 1979년 총선 유권자수: 65,407 투표수:                              |           | 노동당 유지 과반 득표: 7,755 (17.2%)                                           | 니컬라스 플루드             | 자유당                         | 3,668      | 8.1    |       |       |
| 1979년 총선 유권자수: 65,407 투표수:                              |           | 노동당 유지 과반 득표: 7,755 (17.2%)                                           | G. 브라운                   | 틀:정당색/영국을 확인해 주세요 | 633        | 1.4    |       |       |
| 1974년 10월 총선 유권자수: 62,684 투표수:                         |           | 노동당 유지 과반 득표: 4,941 (11.35%)                                          |                             | 에드워드 라이언스              | 노동당     | 21,133 | 48.5  |       |
| 1974년 10월 총선 유권자수: 62,684 투표수:                         |           | 노동당 유지 과반 득표: 4,941 (11.35%)                                          | 존 윌킨슨                   | 보수당                         | 16,192     | 37.2   |       |       |
| 1974년 10월 총선 유권자수: 62,684 투표수:                         |           | 노동당 유지 과반 득표: 4,941 (11.35%)                                          | S. 해리스                   | 자유당                         | 5,884      | 13.5   |       |       |
| 1974년 10월 총선 유권자수: 62,684 투표수:                         |           | 노동당 유지 과반 득표: 4,941 (11.35%)                                          | 해럴드 스미스               | 틀:정당색/영국을 확인해 주세요 | 339        | 0.8    |       |       |
| 1974년 2월 총선 유권자수: 62,157 투표수:                          |           | 노동당 승리 과반 득표: 2,219 (4.6%) 보수당에서 노동당으로                      |                             | 에드워드 라이언스              | 노동당     | 20,787 | 43.4  |       |
| 1974년 2월 총선 유권자수: 62,157 투표수:                          |           | 노동당 승리 과반 득표: 2,219 (4.6%) 보수당에서 노동당으로                      | 존 윌킨슨                   | 보수당                         | 18,568     | 38.7   |       |       |
| 1974년 2월 총선 유권자수: 62,157 투표수:                          |           | 노동당 승리 과반 득표: 2,219 (4.6%) 보수당에서 노동당으로                      | 로더릭 프랜시스 허튼 테일러 | 자유당                         | 7,216      | 15.1   |       |       |
| 1974년 2월 총선 유권자수: 62,157 투표수:                          |           | 노동당 승리 과반 득표: 2,219 (4.6%) 보수당에서 노동당으로                      | 짐 머릭                     | 반이민당                       | 1,164      | 2.4    |       |       |
| 1974년 2월 총선 유권자수: 62,157 투표수:                          |           | 노동당 승리 과반 득표: 2,219 (4.6%) 보수당에서 노동당으로                      | 랄프 오크던 허버트          | 독립민주연합                   | 200        | 0.4    |       |       |
| 1970년 총선 유권자수: 53,371 투표수:                              |           | 보수당 승리 과반 득표: 1,539 (3.9%) 노동당에서 보수당으로                      |                             | 존 윌킨슨                      | 보수당     | 20,475 | 52.0  |       |
| 1970년 총선 유권자수: 53,371 투표수:                              |           | 보수당 승리 과반 득표: 1,539 (3.9%) 노동당에서 보수당으로                      | 노먼 헤이즐딘               | 노동당                         | 18,936     | 48.0   |       |       |
| 1966년 총선 투표수:                                               |           | 노동협동 승리 과반 득표: 1,543 (4.05%) 보수당에서 노동당으로                   |                             | 노먼 헤이즐딘                  | 노동협동   | 19,704 | 52.03 |       |
| 1966년 총선 투표수:                                               |           | 노동협동 승리 과반 득표: 1,543 (4.05%) 보수당에서 노동당으로                   | 아서 틸리                   | 보수당                         | 18,170     | 47.97  |       |       |
| 1964년 총선 투표수:                                               |           | 보수당 유지 과반 득표: 3,147 (8.05%) 보수당에서 노동당으로                     |                             | 아서 틸리                      | 보수당     | 21,121 | 54.02 |       |
| 1964년 총선 투표수:                                               |           | 보수당 유지 과반 득표: 3,147 (8.05%) 보수당에서 노동당으로                     | 노먼 헤이즐딘               | 노동협동                       | 17,974     | 45.98  |       |       |
| 1959년 총선 투표수:                                               |           | 보수당 유지 과반 득표: 5,106 (12.48%) 보수당에서 노동당으로                    |                             | 아서 틸리                      | 보수당     | 23,012 | 56.24 |       |
| 1959년 총선 투표수:                                               |           | 보수당 유지 과반 득표: 5,106 (12.48%) 보수당에서 노동당으로                    | 시드니 하이엄               | 노동당                         | 17,906     | 43.76  |       |       |
| 1955년 총선 투표수:                                               |           | 보수당 유지 과반 득표: 3,159 (7.62%)                                           |                             | 아서 틸리                      | 보수당     | 22,306 | 53.81 |       |
| 1955년 총선 투표수:                                               |           | 보수당 유지 과반 득표: 3,159 (7.62%)                                           | 뮤리얼 퍼거슨               | 노동협동                       | 19,147     | 46.19  |       |       |

## 같이 보기
- 웨스트요크셔주의 의회 선거구 목록